# 1970 w Wojsku Polskim
Kalendarium Wojska Polskiego 1970 – wydarzenia w Wojsku Polskim w roku 1970.

## 1970
- ustanowiono stanowisko Głównego Inspektora Techniki WP[1]
- ustanowiono stanowisko wiceministra obrony narodowej do spraw ogólnych[2]
- podjęto badania w zakresie przedsięwzięć oszczędnościowo-racjonalizacyjnych w siłach zbrojnych[2]
- zakończył się IV etapu rozwoju SZ

## Styczeń
7 stycznia
- odbyła się VI Centralna Narada Gospodarcza WP[2][2]

12 stycznia
- w Ministerstwie Obrony Narodowej odbyła się narada poświęcona jakości produkcji uzbrojenia i sprzętu wojskowego[3]
- w siedzibie Zarządu Głównego Związku Nauczycielstwa Polskiego w Warszawie podsumowano współpracę z Wojskiem Polskim w zakresie patriotyczno-obronnego wychowania młodzieży oraz uzgodniono kierunki działania na przyszłość[3]

15–17 stycznia
- w Polsce przebywała grupa oficerów Armii Radzieckiej, uczestników operacji wiślańsko-odrzańskiej[3]

## Luty
1 lutego
- Techniczna Oficerska Szkoła Wojsk Lotniczych w Oleśnicy została przeformowana w Centralny Ośrodek Szkolenia Specjalistów Technicznych Wojsk Lotniczych według etatu Nr 74/041[4][5]

3 lutego
- odbyła się narada szkoleniowa kierowniczej kadry systemu obronnego i Komitetu Obrony Kraju[2]

10 lutego
- do Polski przybyła delegacja Armii Radzieckiej na czele z ministrem obrony ZSRR, marszałkiem Andriejem Greczko[3]

18 lutego
- rozpoczęło się szkolenie kierowniczej kadry WP na poligonie Drawsko Pomorskie[2]

23 lutego
- z inicjatywy Głównego Zarządu Politycznego WP, Izby Wojskowej Sądu Najwyższego, Naczelnej Prokuratury Wojskowej i Szefostwa Wojskowej Służby Wewnętrznej odbyła się narada poświęcona usprawnieniom, zadaniom i obowiązkom dowódców wynikającym z nowych przepisów prawa karnego[3]

23 lutego
- pod przewodnictwem ministra obrony narodowej, generała broni Wojciecha Jaruzelskiego odbyło się spotkanie kierownictwa MON z członkami Prezydium Polskiej Akademii Nauk i jej prezesem profesorem Januszem Groszkowskim. Tematem spotkania było pogłębienie współpracy na rzecz umacniania obronności kraju[3]

## Marzec
3–5 marca
- odbyło się szkolenie kierowniczej kadry tyłów WP[2]. Treścią szkolenia było materiałowe, techniczne i medyczne zabezpieczenie wojsk

6 marca
- odbyła się narada kierowniczego aktywu jednostek lotniczych Wojsk Obrony Powietrznej Kraju poświęcona bezpieczeństwu lotów[3]

11 marca
- w Warszawie wręczono odznaczenia państwowe 3 żyjącym spośród 6 saperów, którzy 27 marca 1945 roku wbili pierwszy polski słup graniczny na Odrze[3]

21 marca
- w Warszawie obradował IV Krajowy Zjazd Związku Ociemniałych Żołnierzy[3]

29 marca
- w Stoczni Północnej zwodowano kuter torpedowy projektu 664 ORP „Bystry” (KTD-453)

## Kwiecień
1 kwietnia
- w Olsztynie na bazie Oficerskiej Szkoły Uzbrojenia został zorganizowany Centralny Ośrodek Szkolenia Służby Uzbrojenia i Elektroniki[2]

8–9 kwietnia
- w Wojskowej Akademii Politycznej im. Dzierżyńskiego odbyła się konferencja naukowa z okazji 100 rocznicy urodzin Włodzimierza Lenina. Tematem obrad były m.in. rola myśli leninowskiej we współczesnej walce ideologicznej; znaczenie naukowej spuścizny Lenina dla rozwoju współczesnej myśli wojskowo-teoretycznej i koncepcji obronnych państw socjalistycznych; nauki Lenina, a współczesna rewolucja naukowo-technicza[3]

10 kwietnia
- szef Głównego Zarządu Politycznego WP, generał dywizji Józef Urbanowicz przyjął odchodzącego w stan spoczynku generała brygady Leona Dubickiego

21–25 kwietnia
- Ośrodek Badań Stosunków Wschód–Zachód i Główny Zarząd Polityczny WP zorganizował międzynarodowe sympozjum poświęcone przeciwdziałaniu wojnie psychologicznej i dywersji ideologicznej. Uczestniczyły w nim delegacje z Ludowej Republiki Bułgarii, Czechosłowackiej Republiki Socjalistycznej, Niemieckiej Republiki Demokratycznej, Socjalistycznej Republiki Rumunii, Węgierskiej Republiki Ludowej, Związku Socjalistycznych Republik Radzieckich oraz Polskiej Rzeczypospolitej Ludowej[3]

22 kwietnia
- rozpoczęły się ćwiczenia sił i środków systemu Obrony Terytorialnej[2]. W ćwiczeniu uczestniczyły między innymi kierownictwa prezydiów rad narodowych województw: gdańskiego, koszalińskiego i szczecińskiego

27 kwietnia
- w Budapeszcie odbyło się posiedzenie Rady Wojskowej Zjednoczonych Sił Zbrojnych Układu Warszawskiego[2]

28 kwietnia
- na posiedzeniu Zarządu Głównego Związku Inwalidów Wojennych ze stanowiska prezesa został zwolniony generał brygady Aleksander Kokoszyn, a na jego miejsce wybrany generał dywizji Wiktor Ziemiński

## Maj
9 maja
- w Moskwie delegacja Wojska Polskiego z ministrem obrony narodowej, generałem broni Wojciechem Jaruzelskim wzięła udział w uroczystościach Dnia Zwycięstwa[3]
- w Slaglille na Zelandii (Dania) odsłonięto pomnik projektu Kazimierza Danilewicza poświęcony pięciu członkom załogi samolotu Handley Page Halifax nr BB 309 z Polskiej Eskadry do Zadań Specjalnych, którzy zginęli 17 września 1943

12 maja
- w Londynie zmarł generał broni Władysław Anders

18–24 maja
- w Polsce przebywała delegacja Sił Obrony Finlandii z naczelnym dowódcą generałem Kaarlo Olavi Leinonenem[3]

21 maja
- rozpoczął się kurs szkoleniowy kierowniczej kadry WP[2]
- Szef Sztabu Generalnego WP wydał zarządzenie Nr 047/Org. w sprawie sformowania 47 dywizjonu artylerii rakietowej w Kołobrzegu

21–22 maja
- w Sofii odbyło się posiedzenie Komitetu Ministrów Obrony państw – sygnatariuszy Układu Warszawskiego[3]

25 maja
- w Szczecinie zmarł generał brygady Aleksander Szychowski

27 maja
- generał dywizji Wiktor Ziemiński przekazał obowiązki głównego kwatermistrza WP swojemu zastępcy-szefowi sztabu, generałowi brygady Mieczysławowi Obiedzińskiemu[6][3]

29 maja–2 czerwca
- z oficjalną wizytą przebywał w Polsce minister obrony Szwecji, Sven Andersson[3]

## Czerwiec
2 czerwca
- w MON powołano Radę Naukową do Spraw Ekonomicznych[2]

3 czerwca
- kierownictwo MON spotkało się z grupą przodujących podoficerów zawodowych[3]

8 czerwca
- rozpoczęły się wieloszczeblowe ćwiczenia dowódczo-sztabowego sił zbrojnych[2]. Ćwiczeniami kierował minister obrony narodowej, generał broni Wojciech Jaruzelski[3]

9–15 czerwca
- w Stralsundzie odbyło się spotkanie „aktywu partyjno-politycznego” Marynarki Wojennej PRL, Floty Bałtyckiej ZSRR i Ludowej Marynarki Wojennej NRD[3]

16 czerwca
- w Stoczni Północnej położono stępkę pod kuter torpedowy projektu 664 ORP „Dziarski” (KTD-455)

21 czerwca
- rozpoczął się trzydziesty rejs szkolny ORP „Iskra”

24 czerwca
- minister obrony narodowej przyjął odchodzącego w stan spoczynku generała brygady Aleksandra Kokoszyna

25 czerwca
- podniesiono banderę i nadano nazwę niszczycielowi rakietowemu ORP „Warszawa”
- do Gdyni przybyły okręty Floty Bałtyckiej ZSRR i Ludowej Marynarki Wojennej NRD[3]
- do Polski przybyła delegacji Bułgarskiej Armii Ludowej pod przewodnictwem ministra obrony narodowej, generała armii Dobri Marina Dżurowa[3]

28 czerwca
- w Gdyni z okazji 25-lecia Marynarki Wojennej PRL odbyła się parada morska i lotnicza[3]

30 czerwca
- weszła w życie ustawa z dnia 30 września 1970 o służbie wojskowej żołnierzy zawodowych[7]
- niedaleko Połczyna Zdroju w miejscu, gdzie zginął podpułkownik pilot Jan Tałdykin odbyła się uroczystość odsłonięcia kamienia pamiątkowego z tablicą[5]

## Lipiec
1 lipca
- wprowadzono garnizonowy systemu zaopatrzenia w sprzęt czołgowo-samochodowy[2]

7 lipca
- weszła w życie ustawa z dnia 30 września 1970 zmieniająca ustawę o dyscyplinie wojskowej oraz o odpowiedzialności żołnierzy za przewinienia dyscyplinarne i za naruszenia honoru i godności żołnierskiej[8]

13–17 lipca
- odbyły się ćwiczenia obrony powietrznej Zjednoczonych Sił Zbrojnych Państw Stron Układu Warszawskiego[2]. Ćwiczeniami kierował dowódca Wojsk Obrony Powietrznej-zastępca naczelnego dowódcy Zjednoczonych Sił Zbrojnych, marszałek Paweł Fiodorowicz Baticki[9]

24 lipca
- okręt szkolny ORP „Iskra” zawinął do portu w Algierze; trzy dni później wpłynął do Oranu, a 30 lipca zarzucił kotwicę w Al-Marsa al-Kabir[9]

## Sierpień
- 3500 żołnierzy uczestniczyło w ratowaniu zagrożonych ludzi oraz inwentarza żywego podczas powodzi w południowych rejonach kraju[9]
- zespół trałowców Marynarki Wojennej we współpracy z Ludową Marynarką Wojenną NRD wykonał trałowanie bojowe w cieśninie Kadetrinne, którego celem było poszerzenie toru wodnego łączącego Bałtyk z kanałem Kilońskim[9]

19 sierpnia
- Rady Ministrów podjęła uchwałę nr 142 w sprawie określenia zasad i zakresu działania wojewódzkich i powiatowych sztabów wojskowych[9]

22 sierpnia
- zakończył się trzydziesty rejs szkolny ORP „Iskra”

31 sierpnia
- odbyła się narada przedstawicieli kierownictw politycznych armii państw-sygnatariuszy Układu Warszawskiego[9]

## Wrzesień
29 września
- w Wojskowej Akademii Politycznej w Warszawie odbyło się szkolenie oficerów zajmujących kierownicze stanowiska w instytucjach centralnych MON, w dowództwach okręgów wojskowych oraz rodzajach sił zbrojnych[9]

29 września
- odbyła się narada przedstawicieli Ministerstwa Obrony Narodowej oraz Centralnego Instytutu Informacji Naukowo-Technicznej i Ekonomicznej poświęcona informacji naukowej w resorcie obrony narodowej[9]

## Październik
1 października
- minister obrony narodowej 14 lutego 1970 zatwierdził i z dniem 1 października 1970 wprowadził do użytku w wojsku:

„Regulamin służby wewnętrznej Sił Zbrojnych Polskiej Rzeczypospolitej Ludowej”, sygn. Szt. Gen. 500/70,
„Regulamin dyscyplinarny Sił Zbrojnych Polskiej Rzeczypospolitej Ludowej”, sygn. Szt. Gen. 501/70,
„Regulamin służby garnizonowej i wartowniczej Sił Zbrojnych Polskiej Rzeczypospolitej Ludowej”, sygn. Szt. Gen. 502/70,
„Regulamin musztry Sił Zbrojnych Polskiej Rzeczypospolitej Ludowej”, sygn. Szkol. 400/70.
2 października
- rozpoczęły się ćwiczenia systemu Obrony Terytorialnej Śląskiego Okręgu Wojskowego[2]. Ćwiczeniami kierował główny inspektor obrony terytorialnej, wiceminister obrony narodowej, generał broni Grzegorz Korczyński.

4–5 października
- w Warszawie odbyła się odprawa szkoleniowa kierowniczego aparatu dowódczo-sztabowego, politycznego i gospodarczego wojsk lądowych, wojsk lotniczych, obrony powietrznej kraju, marynarki wojennej, wojsk wewnętrznych oraz instytucji centralnych MON[9]

12 października

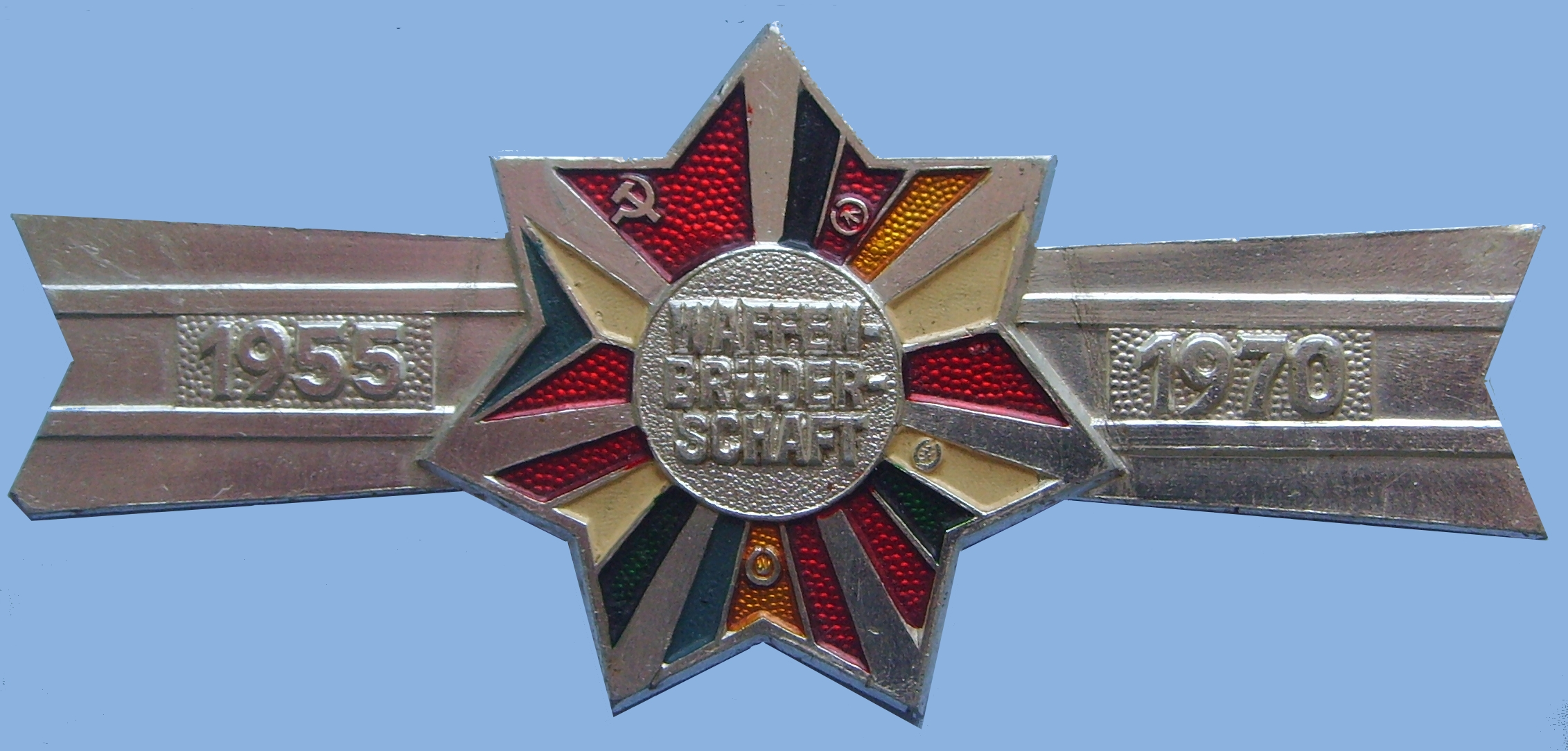
Odznaka pamiątkowa ćwiczeń

- rozpoczęły się największe ćwiczenia Zjednoczonych Sił Zbrojnych Układu Warszawskiego pod kryptonimem „Braterstwo Broni”. Udział brały wszystkie armie i floty UW[2]. Manewrami kierował minister obrony narodowej NRD, generał armii Heinz Hoffmann. Manewry zakończyła defilada oddziałów wszystkich siedmiu ćwiczących armii w Magdeburgu[9]

20 października
- w Stoczni Północnej zwodowano kuter torpedowy projektu 664 ORP „Dzielny” (KTD-454)
- minister obrony narodowej, generał broni Wojciech Jaruzelski spotkał się z grupą przodujących oficerów, chorążych i podoficerów z „zielonych garnizonów”[9]

23 października
- odbyło się spotkanie członków kierownictwa MON z młodymi oficerami – dowódcami przodujących pododdziałów[9]

27 października
- w Sofii odbyło się posiedzenie Rady Wojskowej Zjednoczonych Sił Zbrojnych Układu Warszawskiego[2]

## Listopad
5 listopada
- w północnej Polsce rozpoczęły się ćwiczenia „Listopad 70”[2]. Ćwiczeniami kierował główny inspektor szkolenia, generał dywizji Tadeusz Tuczapski[9]

6 listopada
- w Sali Zwycięstwa Muzeum Wojska Polskiego odbyła się uroczystość przekazania plakietek z ziemią z pola bitwy pod Lenino delegacjom okręgów wojskowych, rodzajów wojsk, organizacjom społecznym i młodzieżowym oraz rodzinom żołnierzy poległych w bitwie[9]

21 listopada
- na Pomorzu Zachodnim rozpoczęło się ćwiczenie pod kryptonimem „Pojezierze 70”[2]. Celem ćwiczenia było doskonalenie działalności terenowych komitetów obrony, współdziałania jednostek wojsk operacyjnych i obrony terytorium kraju, oddziałów Milicji Obywatelskiej oraz oddziałów zmilitaryzowanych i samoobrony[9]

23 listopada
- w Stoczni Północnej położono stępkę pod kuter torpedowy projektu 664 ORP „Sprawny” (KTD-456)

## Grudzień
14–22 grudnia
- Jednostki Wojska Polskiego uczestniczyły w stłumieniu buntu robotniczego na Wybrzeżu → Grudzień 1970

14 grudnia
- we wszystkich jednostkach garnizonu Gdańsk wprowadzono stan podwyższonej gotowości bojowej[11]
- 13 pułk WOWewn. zorganizował ochronę gmachów KW PZPR i WRN, poczt, rozgłośni radiowych i telewizyjnej, drukarń, więzienia oraz innych ważniejszych obiektów, pododdziały Kaszubskiej Brygady WOP wzmocniły ochronę granicy w rejonie portów Gdańsk i Gdynia[11]
- na polecenie Głównego Inspektora OT – w ciągu nocy przegrupowano z Olsztyna do Gdańska batalion 14 pułku WOWewn[11]
- wprowadzono całodobowe dyżury grup operacyjnych w podstawowych pionach Sztabu Generalnego, dowództw OW i rodzajów sił zbrojnych[11]
- w miastach wojewódzkich przygotowano do natychmiastowego użycia 62 transportery opancerzone do dyspozycji MSW[11]
- minister obrony narodowej wprowadził podział Wojskowej Odznaki Sprawności Fizycznej na trzy stopnie

15 grudnia
- podjęto decyzję o użyciu jednostek wojskowych w Gdańsku[2]
- zaangażowano do działań jednostki 7 Dywizji Desantowej stacjonujące w Gdańsku
- z Poznania w rejon Gdańska przerzucono drogą lotniczą część sił 10 pułku WOWewn
- w rejon Trójmiasta przegrupowano 16 DPanc, 8 DZ i jednostki 7 Dywizji Desantowej z Lęborka i Słupska[11]
- dowódca Marynarki Wojennej rozwinął zespół pogotowia alarmowego przeznaczonego do ochrony obiektów w Gdyni[11]
- w Tczewie zorganizowano czołówkę materiałową do zabezpieczenia wojsk działających w rejonie Trójmiasta[11]

16 grudnia
- w godzinach porannych zgodnie z otrzymanymi zadaniami, przybyłe w rejon Gdańska wojska zajęły nakazane rejony i zorganizowały ochronę zewnętrzną wyznaczonych obiektów[11]
- wydzielone siły Marynarki Wojennej zablokowały wejście do Nowego Portu i utworzyły grupę do wyholowania ze stoczni statków będących w budowie[11]
- do Gdyni, do dyspozycji dowódcy Marynarki Wojennej, skierowano 32 i 36 pz z 8 DZ, które w ciągu nocy przejęły pod ochronę wyznaczone obiekty[11]
- w Elblągu z pozostałości sił garnizonu obsadzono gmachy: KP i M PZPR, sądu, prokuratury, MRN i KP MO[11]

17 grudnia
- Marynarka Wojenna zabezpieczyła strefę operacyjną od strony morza[11]
- do Gdyni skierowano 34 pułk desantowy i 4 pułk artylerii bez sprzętu ciężkiego[11]
- w Szczecinie zaangażowano do działań 12 DZ, 12 Brygadę WOP, 12 pułk pontonowy i 16 batalion pontonowy WOWewn. Dowodzenie wojskami w Szczecinie przejął Główny Inspektor Szkolenia gen. dyw. Tadeusz Tuczapski[11]
- w Krakowie zaangażowano do działań 5 Brygadę WOWewn[11]
- przygotowywano następujące siły w gotowości do natychmiastowego działania[11]:

w rejon Krakowa – 6 DPD;
w rejonie Słupska – 300 marynarzy z CSSM w Ustce
18 grudnia
- rozpoczęto przegrupowanie wojsk na masową skalę. Przegrupowano w rejon[11]:

Wrocławia (Legnicy) – 42 pz 11 DPanc z Żar do Strzegomia
Warszawy – 3 pz (z Ciechanowa do Wesołej), 35 pcz 15 DZ (z Ostródy do Ciechanowa), 1 Brygada WOWewn. (z Góry Kalwarii na Służewiec), 5 DPanc (z Gubina w rejon płd.-zach. Konin);
Krakowa – część sił 10 DPanc (10 pcz i 25 pz);
Poznania – 4 DZ (na poligon Biedrusko);
Katowic – 1/15 pułk WOWewn. (z Prudnika do Wełnowca k. Siemianowic Śl.)
- postawiono w stan gotowości, utrzymując w odwodzie centralnym w garnizonach stałej dyslokacji: 15 DZ (bez 35 pcz), 11 DPanc (bez 42 pz), 20 DPanc oraz WOSWŁ.
- na terenie Trójmiasta w późnych godzinach wieczornych, przystąpiono do wyprowadzenia wojska z Gdyni (8 DZ i 7 DD) i Gdańska (16 DPanc), pozostawiając siły i środki do ochrony niektórych obiektów
- uruchomiono mobilizacyjną akcję kurierską mającą na celu wcielenie do wojska szczególnie aktywnych uczestników strajku[a]

19–20 grudnia
- na terenie Trójmiasta w dalszym ciągu kontynuowano wycofanie określonych sił 8 DZ, 16 DPanc i 7 DD. Realizowano jedynie ochronę niektórych obiektów. Pułki Wojsk Obrony Wewnętrznej skierowano do macierzystych garnizonów[11].
- w Szczecinie w dalszym ciągu kontynuowano realizację dotychczasowych zadań[11].

21 grudnia
- kolejne jednostki wojska wycofywały się do rejonów stałej dyslokacji[11]
- na teren Trójmiasta i Elbląga ściągnięto wszystkie jednostki z ochranianych obiektów do koszar lub rejonów ześrodkowania, przekazując tę czynność organom MSW[11]
- w Szczecinie ściągnięto jednostki do koszar, pozostawiając określone siły do ochrony wewnętrznej wytypowanych obiektów[11]
- do macierzystych garnizonów powróciły: 1 Brygada WOWewn., 2 Brygada WOWewn., oraz rzut kołowy 3 pułku zmechanizowanego[11]

22 grudnia
- wydzielone siły 8 FOW zorganizowały blokadę portu Szczecin, a częścią sił Morskiej Brygady WOP zorganizowano patrolowanie basenów portowych. Ochraniane obiekty zostały przekazane organom MSW[11]
- do garnizonów stałej dyslokacji powróciły jednostki 16 DPanc oraz część rzutów kołowych 4 DZ i 5 DPanc[11]

23 grudnia
- do garnizonów stałej dyslokacji powróciły pododdziały 42 pułku zmechanizowanego[11]

24 grudnia
- do garnizonów stałej dyslokacji powróciły wszystkie jednostki 7 DD i 8 DZ; 10 pcz i 25 pz 10 DPanc; część sił 3 pz 1 DZ i 35 pcz 15 DZ; siły główne 4 DZ i 5 DPanc[11]

25 grudnia
- w godzinach porannych zakończono powrót całości wojsk do garnizonów; wojska bezpośrednio po powrocie do garnizonów przystąpiły do normalnego toku życia z zachowaniem nakazów wynikających z szyfrogramu MON z dnia 22.12.1970[11]

31 grudnia
- nowo wybrany I sekretarz KC PZPR Edward Gierek przyjął delegację Wojska Polskiego z zastępcą członka Biura Politycznego KC PZPR, ministrem obrony narodowej, gen. broni Wojciechem Jaruzelskim. W czasie spotkania minister obrony narodowej zameldował I sekretarzowi KC PZPR o dorobku Sił Zbrojnych w dziedzinie umacniania gotowości bojowej, zapewniając o ścisłej więzi wojska z narodem i partią[9]